# Нортнвил (Кентаки)
Нортнвил (енгл. Nortonville) град је у америчкој савезној држави Кентаки.

## Демографија
По попису из 2010. године број становника је 1.204, што је 60 (-4,7%) становника мање него 2000. године.
| Група             | 2000.         | 2010.         |
| Белци             | 1.211 (95,8%) | 1.154 (95,8%) |
| Афроамериканци    | 26 (2,1%)     | 24 (2,0%)     |
| Азијати           | 0 (0,0%)      | 4 (0,3%)      |
| Хиспаноамериканци | 11 (0,9%)     | 6 (0,5%)      |
| Укупно            | 1.264         | 1.204         |